# Pico do Fogo
Pico do Fogo is het hoogste punt van Kaapverdië, met een hoogte van 2829 m. Het is een vulkaan op het eiland Fogo. De hoofdkrater had in 1675 zijn laatste uitbarsting, waarbij een groot deel van de bevolking het eiland verliet. De laatste uitbarsting via een zijkrater vond plaats in november 2014.
Op de hellingen van de vulkaan vindt koffieteelt en wijnbouw plaats, terwijl de lava wordt gebruikt in de steenindustrie.

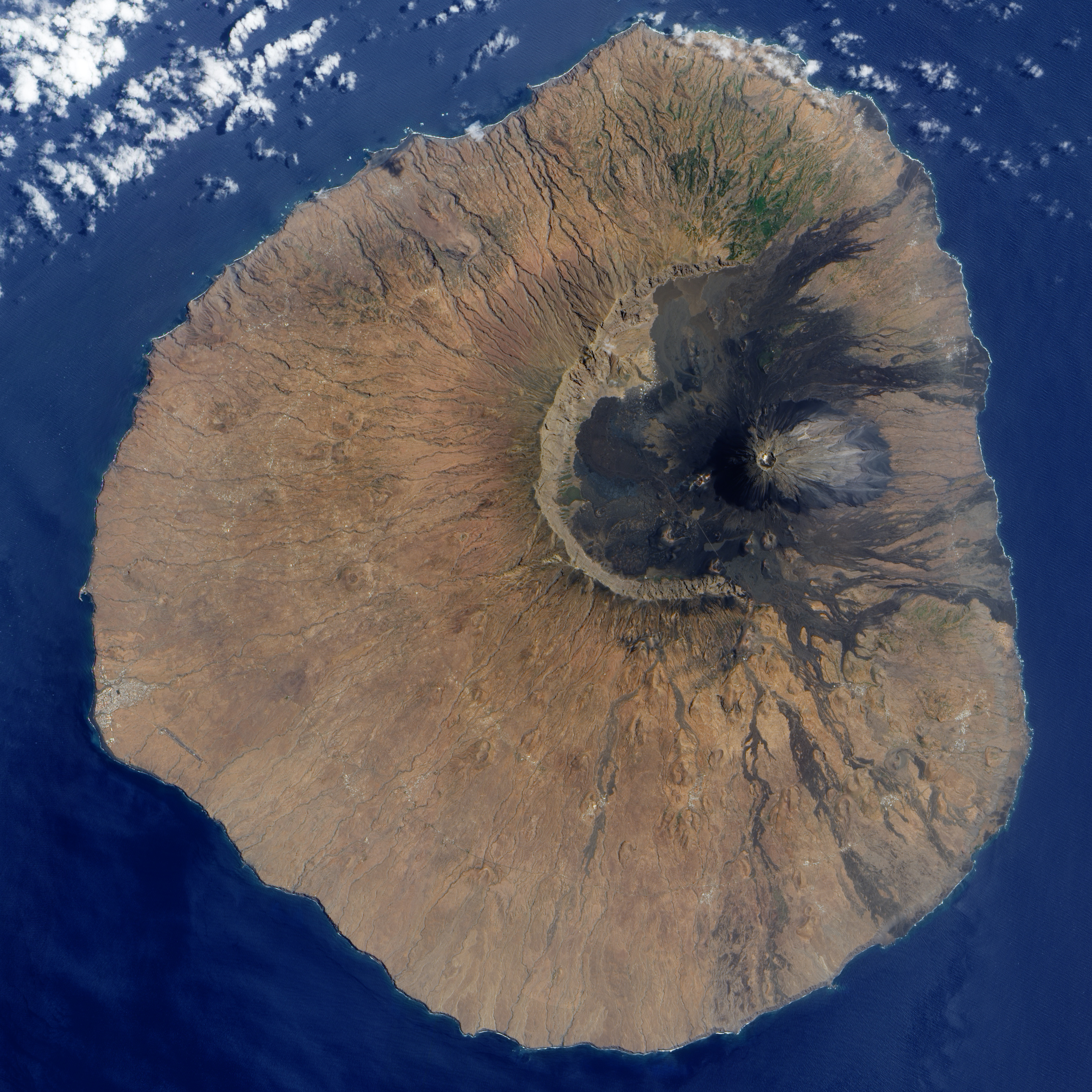
Het eiland Fogo met in het midden de vulkaan